# Parlar cerdà
S'anomena cerdà el parlar de Cerdanya pertanyent al català septentrional de transició. Aquest subdialecte del català septentrional de transició representa actualment una zona híbrida que conserva certs trets comuns amb el dialecte septentrional però que es veu constantment submergida per la pressió del català central. La morfosintaxi del parlar de Cerdanya té més de trenta punts que el caracteritzen. El lèxic és força ric, amb germanismes, occitanismes, gal·licismes i castellanismes antics: s'ha aplegat prop de mil mots propis. Malgrat el marc geogràfic restringit de Cerdanya, el parlar cerdà no és uniforme i presenta diferències notables entre la part oriental, la central i l'occidental. A la part sota administració francesa aquest procés de substitució pel català estàndard central no és tan accentuat i en alguns pobles es pot sentir encara un cerdà genuí.
El parlar s'està perdent a causa de l'estandardització del català i de la pressió del model del català central. La transmissió oral d'aquest parlar avui ja no es fa gaire, i a més els professors en bona part vinguts de fora de la comarca, divulguen el català estàndard central.

## Característiques

### Vocalisme tònic
- El diftong tònic ua, si va precedit de consonant velar (qua, gua), monoftonga en o: cotre ‘quatre’, igol ‘igual', cinconta ‘cinquanta’, gotlla ‘guatlla’, gonta ‘aguanta’, gopo ‘guapo’, gordi ‘guàrdia’ (roc de la Gordi)..., i altres com codro ‘quadre’, cort ‘quart’, con ‘quan' o ‘quant’...
- Es troben es i os canvien l'obertura. La tendència general és obrir les es i a tancar les os, en aquest cas segurament per la proximitat del rossellonès, en el qual es pronuncia u la o tancada. Alguns exemples de e pronunciada oberta són iclesi ‘església’, entenre ‘entendre’ (no ho entén ‘no ho entén'), tretze ‘tretze’... I de o tancada: font, flor, pont, prou... Una excepció és res (o re), que se sol pronunciar amb e tancada, i una altra frigola ‘farigola’, amb o oberta. Potser per influència del subdialecte urgellès, del català nord-occidental, les paraules acabades en –es i –ell també s'acostumen a pronunciar amb e tancada: francés ‘francès', interés ‘interès', espés ‘espès', consell, parell, vermell...
- La i desapareix en alguns mots per reducció sistemàtica del hiat ie en una sola vocal: pacenci ‘paciència’, conscenci ‘consciència’, eficenci ‘eficiència’...

### Vocalisme àton
- La vocal neutra desapareix en aquests casos: En posició pretònica seguida de erra: prell ‘parell, pret ‘paret’, prill ‘perill, brena ‘berena’, frigola ‘farigola’, fredat ‘feredat’... A la inversa, hi ha algun cas en què se sol afegir la a (parat ‘prat’) o mantenir la e etimològica (saberé ‘sabré’), les dues pronunciades com a vocals neutres.
- Hi ha alguns hiats: rim ‘raïm’, rull ‘reüll' com en rossellonès.
- En alguns diftongs per reducció sistemàtica a una sola vocal, que tant pot ser la semivocal com la que fa la funció de vocal: pisage ‘paisatge’, quiguda ‘caiguda’, lluger ‘lleuger, gontar ‘aguantar’, costió ‘qüestió’, aiga ‘aigua’, Pasca ‘Pasqua’, Pasquetes ‘Pasqüetes', contitat ‘quantitat’, coranta ‘quaranta’, dumenge ‘diumenge’... (La o àtona sempre es pronuncia u.)
- Aquesta reducció afecta la segona persona del plural de l'imperfet de subjuntiu: fessu ‘féssiu’, quiguessu ‘caiguéssiu’, dormiguessu ‘dormíssiu’, sortiguessu ‘sortíssiu’... En posició final dels mots esdrúixols acabats en –ia per evitar, precisament, que siguin esdrúixols (tret comú amb el rossellonès i els parlars populars catalans): famili ‘família, gabi ‘gàbia’, iclesi ‘església, llinterni ‘llanterna’, gordi ‘guàrdia’, Llivi ‘Llívia’... A la vall de Meranges se solen pronunciar llonçar els verbs llençar i llançar, tant pel que fa al vocalisme àton (con llonçaràs això? ‘quan llençaràs/llançaràs això?’) com al tònic (llonça això! ‘llença/llança això!’).
- En bastants casos la vocal neutra palatalitza en i: Per assimilació vocàlica: pitit ‘petit’, lligir ‘llegir’, sintir ‘sentir’, niguit ‘neguit’. Aquesta palatalització se sol escoltar més cap al Baridà, potser per influència de l'urgellès. Per assimilació a la consonant veïna: xicolata ‘xocolata, bistiar ‘bestiar’, ginoll ‘genoll', quixal ‘queixal', quigut ‘caigut’, minjar ‘menjar’, sirvent ‘servent’, sigüent o siguent ‘següent, giner ‘gener’, dijú ‘dejú’... Algunes d'aquestes palatalitzacions també afecten el vocalisme tònic: bisti ‘bèstia’, minja ‘menja’...
- La vocal neutra canvia a u per assimilació a una vocal velar (o, u): esturnut ‘esternut’, burruga ‘berruga’, eixurit ‘eixerit’, turonja ‘taronja’, putó ‘petó’...
- A començament de paraula, al Baridà, per influència de l'urgellès, se sol substituir la o i la u àtones pel diftong au: aucell ‘ocell', auvella ‘ovella’, aubrir ‘obrir’, aufec ‘ofec’, aufici ‘ofici’...
- La a s'afegeix al principi d'algunes paraules: agoitar ‘guaitar’, arrai ‘rai’, arràdio ‘ràdio’, arramassar ‘ramassar’, arrebentar ‘rebentar’, arrefredat ‘refredat’, arreparar ‘reparar’, arroentar ‘roentar’, amoto ‘moto’, afoto ‘foto’, aglà ‘gla’, anou ‘nou’ (fruit del noguer)...
- Al contrari, hom suprimeix la a també al principi d'alguns mots, encara que amb menys freqüència que en el cas anterior: gontar ‘aguantar’, gullada ‘agullada’, trapar ‘atrapar’, vellana ‘avellana’, gafar ‘agafar’, companyar ‘acompanyar’, consellar ‘aconsellar’, cordió ‘acordió’...

### Consonantisme
- Al sector més oriental de la Cerdanya hi pot haver una certa infiltració de la erra uvular per influència del francès: caguetega ‘carretera’, Caglit ‘Carlit’, paga (paga, parra o pare)...
- La de epentètica cau (o es manté la forma etimològica) davant de consonant líquida en els grups romànics N'R i L'R: tenre ‘tendre’, molre ‘moldre’, penre ‘prendre’, venre ‘vendre’, tinre ‘vindre, calre ‘caldre’, ponre ‘pondre’, divenres ‘divendres'...
- La ela seguida de seta sol caure en algunes paraules i esdevé africada (tz) com en rossellonès: cotze ‘colze’, satze ‘salze’...
- La ena es pot palatalitzar en les terminacions en –int: soviny ‘sovint’ (com en rossellonès), viny ‘vint’, i en els gerundis de la tercera conjugació: colliny ‘collint’, dorminy ‘dormint’, patiny ‘patint’...
- En els grups palatals africats tg, tj i dj cau la consonant dental (t, d): mija ‘mitja’, plaja ‘platja’, agectiu ‘adjectiu’, fege ‘fetge’, relloge ‘rellotge’, juge ‘jutge’...
- Els grups palatals tx i ig enmig de paraula es poden sonoritzar en els fricatius g i j: despajos ‘despatxos', esquijos ‘esquitxos', coge ‘cotxe’...
- La erra s'omet en la terminació de l'infinitiu seguit de pronom feble: portà’l ‘portar-lo’, gafà-la ‘agafar-la’, casà’s o casà-se ‘casar-se, ‘endiumenjar-se’, endumenjà’s enganyà’ls o endumenjà-se ‘enganyar-los', ‘enfocar-les'... enfocà-les
- La erra també s'omet freqüentment en el grup pro– a principi de paraula: poblema ‘problema’, pograma ‘programa’, pogrés ‘progrés', pobable ‘probable’, poposar ‘proposar’...
- Per metàtesi (capgirament de dos fonemes o de dues síl·labes, generalment contigus, en una cadena fònica), de vegades la erra canvia de síl·laba: crompar ‘comprar’, crompovar ‘comprovar’, poprietat ‘propietat’...
- La ela se sol emmudir en els mots altre (altra, altres), nosaltres i vosaltres: Ho vei pas d'atra manera. ‘No ho veig pas d'altra manera.’ Nosatres hi irem demà. ‘Nosaltres hi anirem demà.? Vosatres ja hi sigueu des dellà-ahir. ‘Vosaltres ja hi sou des d'abans-d'ahir.’
- La ela precedida de a (tònica o àtona) a començ de paraula es transforma de vegades en u: auberg ‘alberg’, aufals ‘alfals', auba ‘alba’, aubada, ‘albada’, aubercoc ‘albercoc’... Llavors, per reducció sistemàtica a una sola vocal (en posició àtona), es pot arribar a sentir uberg, ufals, ubada, ubercoc... D'aquí venen ausvirar i usvirar ‘albirar’ (veure de lluny).

## Accentuació
Com en el rossellonès, el parlar de Cerdanya tendeix a suprimir els mots esdrúixols. Per això sol reduir a i els mots acabats en –ia (punt 1d del vocalisme àton) o en crea de nous com analis ‘anàlisi’ o paralis ‘paràlisi’. Al sector més oriental de la comarca, també es pot modificar l'accentuació dels acabats en –ica: musica ‘música’, practica ‘pràctica’, republica ‘república’...

## Morfosintaxi
- Manteniment dels demostratius aqueix, aqueixa, aqueixos, aqueixes.
- Substitució del pronom personal mi per la forma de subjecte jo darrere de preposició: Iràs amb jo.
- En morfologia verbal, ús de la desinència -i en la primera persona del singular del present d'indicatiu: jo canti, jo parli, jo pensi, jo porti jo regui, jo mingi (menjo), jo estimi.
- Variacions en la segona persona del singular del present d'indicatiu en alguns verbs regulars de la segona conjugació: tu tenes, tu sabes, tu podes.
- Variacions en totes les persones del pretèrit imperfet d'indicatiu, en verbs de la primera conjugació, especialment a la zona d'Administració francesa per influència del rossellonès: cantavi, cantavis, cantavi, cantàvim, cantàviu, cantavin.
- Variacions en totes les persones del futur imperfet d'indicatiu i de condicional simple en alguns verbs de la segona conjugació: saberé, saberàs, saberà, saberem, sabereu, saberan; perderia, perderies, perderia, perderíem, perderíeu, perderien.
- Ús de les desinències -iguem i -igueu en el present de subjuntiu del verb ser i d'altres de la tercera conjugació: Siguem cerdans. Calrà pas que hi patigueu més. (No caldrà que hi patiu més.)
- Ús de la forma -u en la segona persona del plural del pretèrit imperfet de subjuntiu, per reducció sistemàtica del diftong decreixent iu: cantessu, anessu, perdessu. És aplicable a paraules com dumenge (diumenge) —d'aquí el cognom Domenjó (Diumenjó)—, dumenger (diumenger), etc.
- A l'imperatiu negatiu, substitució no generalitzada de les formes del present de subjuntiu per les del pretèrit imperfet de subjuntiu: Ho fessu pas, això. (No ho feu, això.) Hi passessu pas, per aquí (No hi passeu, per aquí.)
- El verb haver té aquestes formes: hai, has, ha, ham, hau, han.
- Acabament en -i semivocal a les terminacions dels verbs anar, fer i haver en la primera persona del singular del present d'indicatiu: Vai a Llivi. Fai bé la feina. Prou ha rigut. I Vei per Veig.
- Variacions en la primera, segona i tercera persona del singular i la tercera del plural en el present de subjuntiu dels verbs anar i fer i en totes les del verb haver: vaigui, vaiguis, vaigui, vaiguin, faigui, faiguis, faigui, faiguin, haigui, haiguis, haigui, hàiguim, hàiguiu, haiguin.
- Formació del verb anar en el futur imperfet d'indicatiu i en el condicional simple: iré, iràs, irà, irem, ireu, ira; iria, iries, iria, iríem, iríeu, irien.
- Ús de la forma ten per tingues: Ten present que ho saberà pas. (Tingues present que no ho sabrà.) Ten en compte això que t’hai dit. (Tingues en compte això que t’he dit.)
- Ús de la forma vos per vols: Tu vos la lluna en un cove. Què vos?
- Variacions en l'infinitiu, el present d'indicatiu i el de subjuntiu del verb cabre o caber: quebo, queps, quep, queben, quèpiga, quèpigues, quèpiguen.
- Ús bastant estès de prou per sí: —Vinràs avui? —Prou. —Farà bo, demà? —Prou que en farà.
- Ús bastant estès de pla per prou: Ell pla hi ha fet cortos. (Ell prou hi ha fet diners.)
- no per pas: Hi irà pas. (No hi anirà.) Pas jo. (Jo no.)
- Els determinants possessius (sense l'article) van sempre davant el substantiu casa: Iràs amb jo a meva casa. Aqueixa que veus és meva casa.

## Lèxic
Alguns exemples de vocabulari cerdà:
'abab!' (compte!), 'arramassar' (arreplegar), 'aujam' (aviram), 'bogor' (bavor, xafogor), 'bolitroc' (nyanyo, bony), 'camperri' (camp gran), 'crebar' (esclatar, petar), 'escurar' (rentar), 'feda' (ovella), 'gord' (dur, sec), 'jaupar' (bordar), 'mangala' (bastó, penis), 'papos' (poca-solta, ximple), 'quisca' (brutícia acumulada), 'sunyar-se' (resistir-se a fer una cosa), 'trumfa' (patata), 'viampes' (vejam), 'xorm' (raig d'aigua).

### Occitanismes
Com el català septentrional té occitanismes, entre ells: 
- beç (bedoll)
- feda (ovella)
- gaspa (carràs)

### Castellanismes particulars
- lero
- llimpiar

### Gal·licismes
- crion (llapis)
- cucota (cassola, amb mànec, de ferro colat)
- llapí (conill)
- vetllosa (llum de l'esperit de vi)
- vutura (auto)

## Text d'exemple
| «                            | (francès) A défaut de conversations d'enfants, notre collègue de Sallagosa nous a adressé quelques expressions locales très pittoresques, recueillies dans diverses conversations, et dont la plupart sont inconnues en Roussillon. Les voici: 1. Me som enxupat. (Signifie: j'ai mis le pied dans l'eau ou encore: je me suis saoulé.) 2. Me vol ficar una queixalada. (Il veut me mordre). 3. Galetejar. (Boire à la régalade.) 4. Em sé detenir quan convé. (Je sais me retenir quand il convient.) 5. Anem, vés tirant. (Allons, tire, jette, joue.) 6. N'hi ha una xica. (Il y en a un peu.) 7. Rentar l'einam. (Laver la vaisselle.) 8. On van tan cremats? (Où vont-ils si pressés?) 9. Es un xic poderoso. (Puissant.) 10. Ambe molta prestesa. (Avec beaucoup d'agilité, de rapidité, de prestesse.) 11. Tenir bonica prestesa. (Avoir un maintien imposant, des manières élégantes, avoir de la prestance.) 12. Bellugadís de mainada. (Mouvement d'enfants.) 13. És flonjós. (Souple, moelleux, spongieux.) 14. Lo bac ou la baga. (Le côté qui est à l'ombre.) Il serait mieux de dire: l'obac ou l'obaga qui signifie : opaque, ombreux, sombre, ténébreux. 15. El solà ou la solana. (Le côté exposé au soleil.) 16. Regantar. (Vomir.) 17. Nafrar. (Faire une plaie, blesser.) 18. Fangar un hort. (Bêcher un jardin.) 19. Quines cardades de neu cau ! (Quels flocons de neige il tombe !) 20. Llampeguejar. (Faire des éclairs.) 21. El som avergonyit. (Je l'ai rendu honteux.) 22. Mal haja qui t'ha parit ! (Maudit soit celui qui t'a donné le jour !) 23. Los quins (les quines) han vingut. (Ceux (ou celles) qui sont venus.) 24. Enlluernat. (ébloui.) 25. És un lloc molt fresquívol. (C'est un lieu très frais.) 26. Quines ànsies ne passes de jo! (Quel cas tu fais de moi !) 27. És un deixat. (C'est un nonchalant.) 28. Els-e va penyorar. (Il les mit à l'amende.) 29. Una dona mal garbida. (Mal accoutrée.) 30. Estar plegats. (Etre rassemblés, réunis.) 31. Frejar. (Hésiter par ennui ou paresse.) 32. Una pila de coses. (Beaucoup de choses.) 33. Es arropat. (Bien couvert, chaudement vêtu.) 34. Una clatellada. (Un coup sur la nuque.) 35. Una morrada. (Coup donné avec le museau en parlant d'un animal. Coup donné avec la face en trébuchant.) 36. Esgarrifós. (Horrible.) 37. El sometent. (Le tocsin.) 38. Estar constipat. (Etre enrhumé.) 39. Fer vinyeta. (Goûter, l'après-midi) 40. Transitar. (Aller et venir.) 41. No he menjat sino que la sopa. (Je n'ai mangé que la soupe.) 42. Fer xuc i mulla. (Tremper du pain dans le vin.) 43. Qui va ab coix, coix ven. (Qui fréquente le boiteux, boiteux devient.) 44. Desacupar. (Accoucher.) 45. Es tip. (Il est rassasié.) 46. El fan enfadar. (Ils le font mettre en colère.) 47. Fàstic. (Dégoût.) 48. Soroll. (Bruit, vacarme.) 49. Una congesta de neu. (Un amoncellement de neige.) 50. El pa es estovat. (Le pain est levé.) 51. El pa es gord. (Sec, tassé.) 52. Té bon bevent. (Est plaisant à boire.) 53. Te gratilla. Ça lui démange. 54. Són gent de bones ànsies. (Qui prennent leurs aises, nonchalants.) | » |
| — La Revue Catalane, Tom 11. | |   |

Notes
1. ↑  Em pour me.
2. ↑  Expression bien catalane.
3. ↑  Xica, lorsqu'on parle d'une chose du genre féminin, et 'xic' lorsqu'il s'agit, au contraire, du masculin. On emploie aussi poc et poca pour traduire peu.
4. ↑  Cremats est ici employé au figuré et exprime une idée d'impatience.
5. ↑  Poderoso est un mot castillan. C'est poderós qu'il faudrait dire.
6. ↑  Prestesa signifie prestesse. Ici il est mis pour prestance. C'est donc prestança ou majestat qu'il aurait fallu dire.
7. ↑  C'est l'expression castillane : mal haya. En catalan, on dit plutôt : maleït sia.
8. ↑  Arropat signifie aussi en Cerdagne : semblable au vin cuit.